# وانیلی ساده
وانیلی ساده یک صفت است که ساده‌ترین و معمول‌ترین نسخه چیزی را توصیف می‌کند، بدون هیچ گونه اضافات اختیاری، اساسی یا معمولی. علت استفاده از این اصطلاح به بستنی با طعم وانیل بر میگردد، چرا که این نوع از بستنی به‌طور گسترده‌ای فراوان و ارزان است. برخی از ابزارهای مالی، مانند قرارداد اختیار فروش یا قرارداد اختیار معامله، اغلب به عنوان گزینه‌های ساده وانیلی توصیف شده‌اند. نقطه مقابل گزینه‌های ساده وانیل گزینه‌های عجیب و غریب است.